# کاروانسرای لاسجرد
کاروانسرای لاسجرد مربوط به دوره صفوی است و در کنار زائر سرای حضرت جوادالامه لاسجرد و ۱۳ کیلومتری شمال غربی شهر سرخه  در شهرستان سرخه؛ استان سمنان  واقع شده و این اثر در تاریخ ۱۶ فروردین ۱۳۷۷ با شمارهٔ ثبت ۱۹۹۵ به‌عنوان یکی از آثار ملی ایران به ثبت رسیده است.وبسیار زیباست